# Ephelis sudanalis
Ephelis sudanalis is een vlinder uit de familie van de grasmotten (Crambidae), uit de onderfamilie van de Odontiinae. De wetenschappelijke naam van deze soort is voor het eerst voorgesteld als Endolophia sudanalis door Hans Zerny in een publicatie uit 1917.
De soort komt voor in Soedan.